# Парашутний полк (Велика Британія)
Парашутний полк (англ. Parachute Regiment) є повітряно-десантним піхотним полком Британської армії. 1-й батальйон постійно знаходиться під командуванням директора спеціальних сил (англ. Director Special Forces) в групі підтримки спеціальних сил (англ. Special Forces Support Group (SFSG)). Інші батальйони — це парашутно-піхотний компонент 16-ї десантно-штурмової бригади Британської армії.